# راسل موکریج
راسل موکریج (انگلیسی: Russell Mockridge; ۱۸ ژوئیهٔ ۱۹۲۸ – ۱۳ سپتامبر ۱۹۵۸) دوچرخه‌سوار اهل استرالیا بود.
وی در مسابقات کشوری و بین‌المللی در مجموع برندهٔ ۴ مدال طلا، ۱ مدال نقره شده‌است.